# قائمة الاختراعات والاكتشافات الهولندية
رغم صغر حجم هولندا وقلة عدد سكانها إلا أنه كان لها دوراً معتبراً في صناعة المجتمع الحديث.
فقد قدمت هولندا وشعبها مساهمات هامة في الحضارة العالمية في مجال الفنون والعلوم الإنسانية، والعلوم، والتكنولوجيا، والطب، ورسم الخرائط، والقانون والاقتصاد والزراعة.
ففي عصر الإستكشاف صنع الهولنديون السفن ورحلوا إلى كل ركن في العالم تاركين آثار لغتهم على أسماء الأماكن والبلدان التي زاروها. ففي وقت من الأوقات كان هناك موطئ قدم هولندي في كل قارة مأهولة في العالم أو على الأقل صلة ما بهولندا. وأستراليا على سبيل المثال في حين أنها لم تكن أبداً ملكية لهولندا إلا أن البحارة الهولنديين كانوا أول من رسم خريطة لساحلها. وكانت أستراليا تعرف أصلاً بنيو هولاند. وقد كشفت الرحلات الاستكشافية الهولندية مناطق جديدة واسعة للأوروبيين، كما كان المستكشفون الهولنديون ورسامي الخرائط رواداً في أول رسم خرائط منهجي لنصف الكرة الأرضية الغربي في أواخر القرن 16. وفي الحلقة السادسة «حكايات رحالة» من البرنامج التلفزيوني الوثائقي «الكون» (1980)، قام الفلكي الأمريكي/ والمؤلف كارل ساغان، الذي قام بتقديم البرنامج أيضاً بإلقاء نظرة على بعثات فوياجر إلى كوكب المشتري وزحل، وقارن الإثارة بروح المغامرة لدى المستكشفون الهولنديون الأوائل الذين سافروا إلى بحاراً غير معروفة لأول مرة. فقد أدت اكتشافاتهم لمزيد من المعرفة عما لم يسمع به سابقاً من عجائب وثروات مثل البيانات التي لا تقدر بثمن التي تم كشفها بواسطة المركبة الفضائية.
والمتحدثون بالهولندية على الرغم من قلة عددهم نسبياً إلا أن لهم تاريخاً كبيراً من الاختراع والابتكار والإبداع والاكتشاف والاستكشاف. وتتألف القائمة التالية من أشياء، أراض غير معروفة (إلى حد كبير)، وأفكار / مفاهيم ومبادئ، ظواهر وعمليات، أساليب وتقنيات تم اكتشافها أو اختراعها (أو كانت رائدة) من قبل أناس من هولندا، أو الشعب الناطق بالهولندية من الأراضي المنخفضة الجنوبية سابقاً. فقد كان ينظر إلى الهولنديين والفلمنكيين على أنهما شعباً واحداً في العموم حتى سقوط أنتويرب (1585).

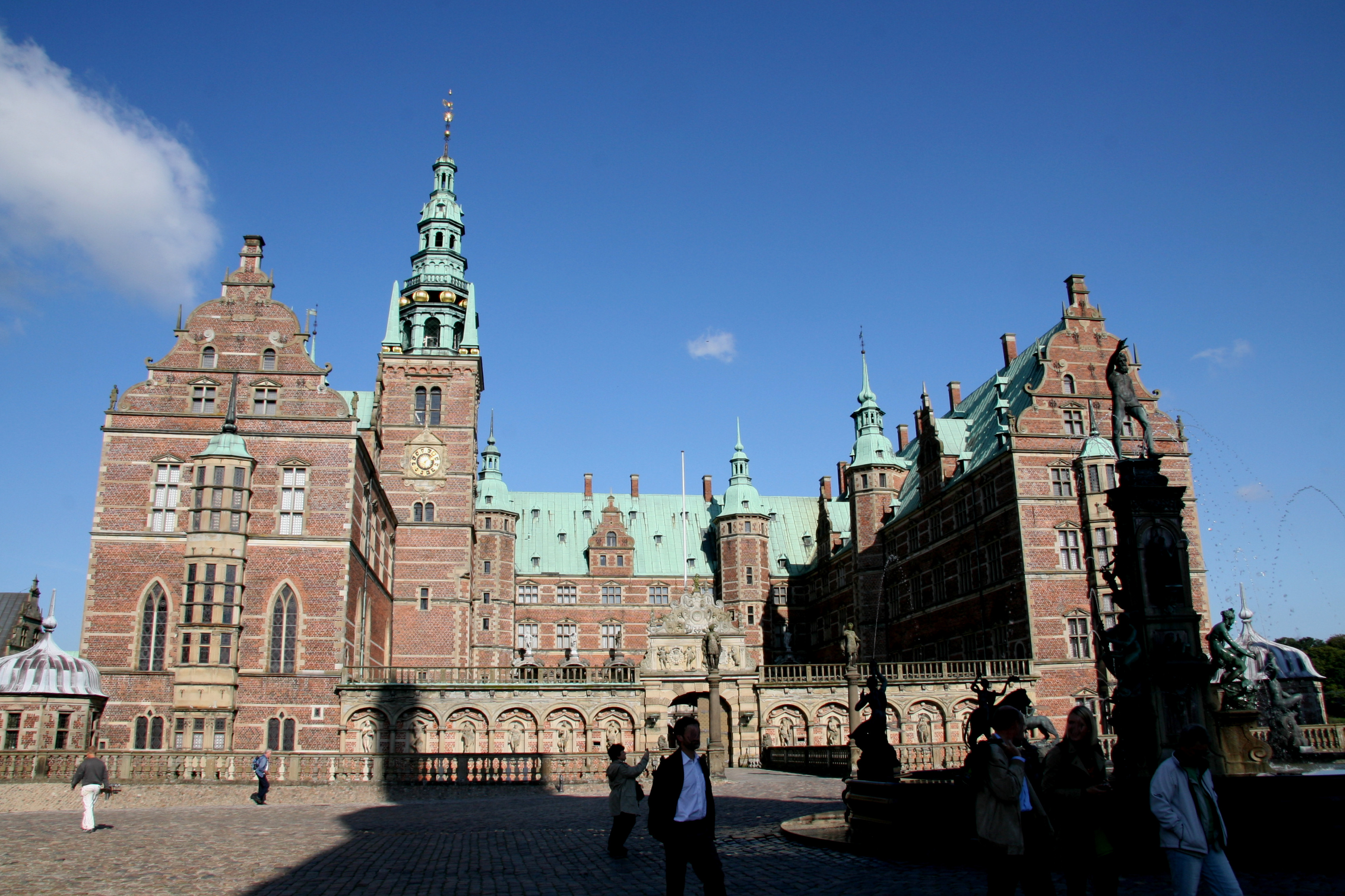
قلعة فريدريكسبورغ، هيليرود، الدانمارك، بنيت كمقر الملكية للملك كريستيان الرابع الدنماركي. بنيت معظم القلعة الحالية بين 1600-1620 بأسلوب عصر النهضة الهولندية بزخرفة الجمالونات الواسعة من الحجر الرملي.

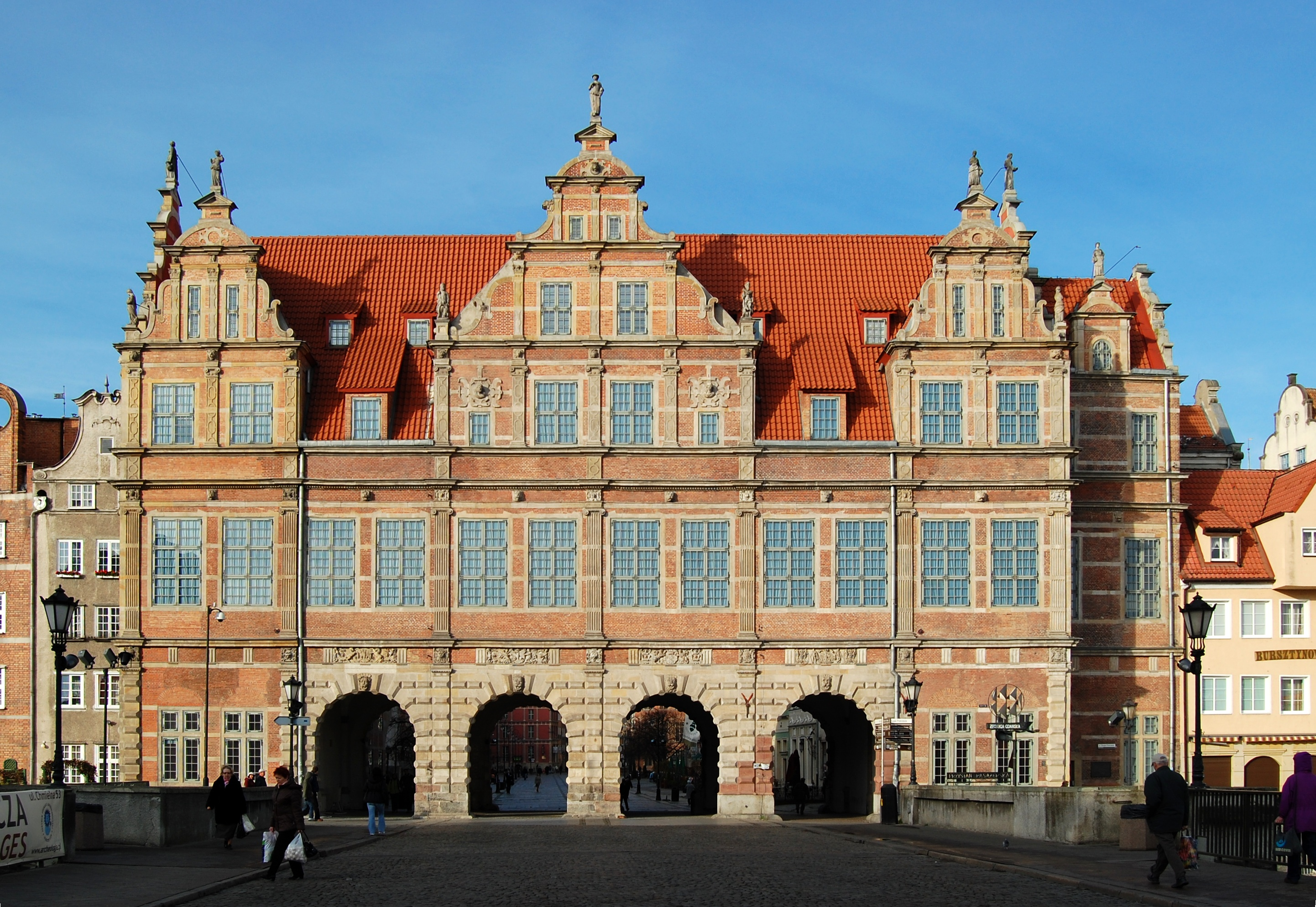
مستودع أسلحة بغدانسك، بولندا بطرازها الهولندي النموذجي، (الواجهة ذات الجمالون بالطوب الأحمر، ومزينة بشرائط من الحجر الرملي فاتحة اللون)، يعتبر واحد من أبرز الأمثلة للهندسة المعمارية بعصر النهضة الهولندية الفلمنكية بأوروبا الشمالية.